# Austin A35
O Austin A35 é um modelo compacto produzido de 1956 a 1968 pela British Motor Corporation.